# Rita (achtbaan)
Rita (eerder bekend als Rita - Queen of Speed) is een lanceerachtbaan in het Engelse Alton Towers. De achtbaan werd gebouwd door Intamin en geopend op 1 april 2005.

## De rit
Na het verlaten van het station wordt de achtbaantrein op het baangedeelte met de lancering gereden. Hier wordt de trein versneld tot 98 km/u in 2,2 seconden waarna de trein een aantal hogesnelheidsbochten en airtime heuvels neemt. De rit eindigt op het remvak dat parallel ligt aan de lancering.

## Trivia
- Tiff Needell[1] is de voice-over tijdens de lancering
- Ten tijde van de huwelijksvoltrekking van Prins Charles en Camilla Parker Bowles op 9 april 2005 werd de achtbaan hernoemd naar Camilla - Queen of Speed[2]